# Hokejski klub Viktoria Sveti Ivan Zelina
Hokejski klub Viktoria je ženski hokejaški klub iz Sv. Ivana Zeline.
Nadnevak osnivanja:
Klupsko sjedište:

## Klupski uspjesi

### Dvoranski hokej
- prvenstvo Hrvatske:

- kup Hrvatske:

sudionice završnice 2007.